# Orden de Francisco Morazán
El gobierno de la república de Honduras, el 1° de marzo de 1941, estableció la creación de la Orden de Francisco Morazán, también llamada "Orden de Morazán", como parte de los homenajes del primer centenario de la muerte del paladín y héroe general Francisco Morazán (1792-1842).  La orden es entregada a personas y representantes de la diplomacia nacionales e internacionales por sus «eminentes servicios prestados por importantes beneficios dispensados a la humanidad o por notorios méritos en el campo de la cultura».

## Descripción de la insignia
El diseño de medalla tiene como referente el de su predecesora Orden de Santa Rosa y de la Civilización de Honduras creada durante la presidencia del general José María Medina.
La insignia consiste en una joya con forma de estrella de ocho puntas de esmalte blanco cruz de malta con bolas de oro en ocho puntos, y una delgada franja azul paralelas a los bordes de la cruz, sobre una corona de laurel verde puesto. Dentro de ese anillo azul, la medalla contiene el retrato del general José Francisco Morazán Quezada 1792-1842. 
En el reverso lleva un sol naciente y radiante, teniendo atrás, cinco volcanes que representan simbólicamente a los Estados de la Antigua Federación de Centro América, y sobre los volcanes, un gorro frigio, y sobre el anillo azul cuenta con la leyenda "República de Honduras, Libre, Soberana e Independiente”.
Se engasta en una pirámide, en cuya base se aprecia un volcán flanqueado por dos torres.
La cinta es de color azul, blanco y azul, los colores de la bandera de Honduras.

## Grados
La Orden actualmente es de seis grados. La subdivisión de los grandes oficiales en dos clases con diferentes estrellas son especiales.
- Gran Cruz, Placa de Oro
- Gran Cruz, Placa de Plata
- Gran Oficial
- Comendador
- Oficial
- Caballero

## Condecorados
En el caso de la Orden Morazán y la Orden Civil José Cecilio del Valle, ambas son otorgadas por el presidente de la República a propuesta del Consejo de la Orden, integrado por los ministros de Educación, Cultura, Turismo, Interior, y encabezado por el secretario de Relaciones Exteriores.
- Juan Carlos I de España (13/09/1977)[5]
- Sofía de España (13/09/1977)[5]
- Gustavo Díaz Ordaz (1966)
- José Francisco Conde Ortega
- Luis Landa Escober (1960)
- José Valentín Vásquez Silva[Nota 1] Recibió la Orden Morazán en el grado de Gran Comendador.
- Rafael Correa
- Ramón Ernesto Cruz Uclés
- Yaacov Levi (1998)[Nota 2]
- Héctor Enrique Santos Hernández
- Kenneth Hoadley[6]
- Agustín Núñez Martínez
- Ignacio Rupérez Rubio (2010)
- Hugo Chávez (2014)[7]
- Miguel Albero Suárez[8]
- Ana Emilia Solis Ortega, Recibió la Orden Francisco Morazan el grado de "Gran Oficial"[9][10][11]